# Roberto Sawyers
Roberto Sawyers Furtado (San José, 17 ottobre 1986) è un martellista costaricano.

## Biografia
Sawyers è specializzato nel lancio del martello, occasionalmente ha anche disputato gare di lancio del disco e getto del peso. È detentore del record nazionale in alcune discipline dei lanci, gare in cui ha spesso vinto delle medaglie a livello regionale rappresentando la Costa Rica. Nel corso della sua carriera, inoltre, ha preso parte a 4 edizioni consecutive dei Giochi panamericani e ai Giochi olimpici di Rio de Janeiro 2016.

## Palmarès
| Anno | Manifestazione             | Sede           | Evento              | Risultato | Prestazione | Note |
| ---- | -------------------------- | -------------- | ------------------- | --------- | ----------- | ---- |
| 2004 | Campionati CAC U20         | Coatzacoalcos  | Lancio del martello | Argento   | 57,56 m     |      |
| 2004 | Centroamericani            | Managua        | Lancio del martello | Argento   | 47,20 m     |      |
| 2004 | Centroamericani            | Managua        | Lancio del disco    | Bronzo    | 39,15 m     |      |
| 2004 | Centroamericani            | Managua        | Getto del peso      | Bronzo    | 13,55 m     |      |
| 2005 | Centroamericani            | San José       | Lancio del martello | Argento   | 54,20 m     |      |
| 2005 | Centroamericani            | San José       | Getto del peso      | Bronzo    | 13,02 m     |      |
| 2005 | Panamericani U20           | Windsor        | Lancio del martello | 6º        | 59,07 m     |      |
| 2006 | Campionati NACAC U23       | San Salvador   | Lancio del martello | 9º        | 50,34 m     |      |
| 2007 | Centroamericani            | San José       | Lancio del martello | Oro       | 62,42 m     |      |
| 2007 | Centroamericani            | San José       | Lancio del disco    | Oro       | 44,87 m     |      |
| 2007 | Campionati NACAC           | San Salvador   | Lancio del martello | Bronzo    | 61,98 m     |      |
| 2007 | Giochi panamericani        | Rio de Janeiro | Lancio del martello | 12º       | 57,45 m     |      |
| 2009 | Centroamericani            | Guatemala City | Lancio del martello | Argento   | 64,13 m     |      |
| 2009 | Centroamericani            | Guatemala City | Lancio del disco    | Oro       | 48,39 m     |      |
| 2009 | Centroamericani            | Guatemala City | Getto del peso      | Argento   | 14,68 m     |      |
| 2009 | Campionati CAC             | L'Avana        | Lancio del martello | 5º        | 63,88 m     |      |
| 2010 | Giochi CAC                 | Mayagüez       | Lancio del martello | 10º       | 62,08 m     |      |
| 2010 | Campionati ibero-americani | San Fernando   | Lancio del martello | 4º        | 62,54 m     |      |
| 2011 | Centroamericani            | San José       | Lancio del martello | Oro       | 65,38 m     |      |
| 2011 | Centroamericani            | San José       | Lancio del disco    | Oro       | 48,16 m     |      |
| 2011 | Centroamericani            | San José       | Getto del peso      | Oro       | 15,68 m     |      |
| 2011 | Campionati CAC             | Mayagüez       | Lancio del martello | Argento   | 65,96 m     |      |
| 2011 | Giochi panamericani        | Guadalajara    | Lancio del martello | 7º        | 65,09 m     |      |
| 2012 | Centroamericani            | Managua        | Lancio del martello | Oro       | 67,71 m     |      |
| 2012 | Centroamericani            | Managua        | Lancio del disco    | Argento   | 49,54 m     |      |
| 2012 | Centroamericani            | Managua        | Getto del peso      | Argento   | 14,64 m     |      |
| 2012 | Campionati ibero-americani | Barquisimeto   | Lancio del martello | 4º        | 67,99 m     |      |
| 2013 | Giochi centramericani      | San José       | Lancio del disco    | Argento   | 46,93 m     |      |
| 2013 | Giochi centramericani      | San José       | Getto del peso      | Argento   | 15,24 m     |      |
| 2013 | Campionati CAC             | Morelia        | Lancio del martello | Oro       | 68,92 m     |      |
| 2014 | Giochi CAC                 | Veracruz       | Lancio del martello | Bronzo    | 70,66 m     |      |
| 2014 | Campionati ibero-americani | San Paolo      | Lancio del martello | 4º        | 69,11 m     |      |
| 2015 | Campionati NACAC           | San José       | Lancio del martello | 5º        | 70,42 m     |      |
| 2015 | Giochi panamericani        | Toronto        | Lancio del martello | 7º        | 70,95 m     |      |
| 2015 | Mondiali                   | Pechino        | Lancio del martello | 30º (q)   | 66,64 m     |      |
| 2016 | Campionati ibero-americani | Rio de Janeiro | Lancio del martello | Argento   | 72,15 m     |      |
| 2016 | Giochi olimpici            | Rio de Janeiro | Lancio del martello | 24º (q)   | 70,08 m     |      |
| 2017 | Giochi centramericani      | Managua        | Lancio del martello | Oro       | 66,74 m     |      |
| 2017 | Giochi centramericani      | Managua        | Lancio del disco    | 5º        | 42,71 m     |      |
| 2017 | Giochi centramericani      | Managua        | Getto del peso      | 4º        | 14,40 m     |      |
| 2018 | Centroamericani            | Guatemala City | Lancio del martello | Oro       | 70,70 m     |      |
| 2018 | Giochi CAC                 | Barranquilla   | Lancio del martello | 4º        | 71,98 m     |      |
| 2018 | Campionati NACAC           | Toronto        | Lancio del martello | Oro       | 72,94 m     |      |
| 2018 | Campionati ibero-americani | Trujillo       | Lancio del martello | Bronzo    | 73,16 m     |      |
| 2019 | Giochi panamericani        | Lima           | Lancio del martello | 9º        | 70,25 m     |      |
| 2019 | Mondiali                   | Doha           | Lancio del martello | 26º (q)   | 72,41 m     |      |